# Мар'янівка (Амурська область)
Мар'янівка (рос. Марьяновка) — село у Октябрському районі Амурської області Російської Федерації. Розташоване на території українського історичного та етнічного краю Зелений Клин.
Входить до складу муніципального утворення Романівська сільрада. Населення становить 164 особи (2018).

## Історія
З 20 жовтня 1932 року входить до складу новоутвореної Амурської області.
З 1 січня 2006 року органом місцевого самоврядування є Романівська сільрада.

## Населення
| 2002 | 2010 | 2012 | 2013 | 2014 | 2015 | 2016 |
| ---- | ---- | ---- | ---- | ---- | ---- | ---- |
| 304  | ↘205 | ↘195 | ↘183 | ↘179 | ↘175 | ↘170 |
| 2017 | 2018 |      |      |      |      |      |
| ↗173 | ↘164 |      |      |      |      |      |